# Kuta Bale
Kuta Bale is een bestuurslaag in het regentschap Karo van de provincie Noord-Sumatra, Indonesië. Kuta Bale telt 189 inwoners (volkstelling 2010).